# Otto Rauner
Otto Adolf Rauner (* 5. Oktober 1880 in München; † 6. Dezember 1954 ebenda) war ein deutscher Polizeibeamter, Kommandeur des Feldgendarmerietrupps im Deutschen Alpenkorps und Landeskommandeur der bayerischen Gendarmerie.

## Leben
Nach dem Abitur am Theresien-Gymnasium München trat Otto Rauner am 17. Juli 1899 als Zweijährig-Freiwilliger in das 15. Infanterie-Regiment „König Friedrich August von Sachsen“ ein, wo er am 1. Oktober 1899 Unteroffizier wurde und am 23. Oktober 1910 bis Oberleutnant aufstieg. Rauner nahm an einem Lehrkurs an der Bayerischen Kriegsakademie teil und wurde am 1. November 1911 nach dort kommandiert. Am 23. März 1912 wurde er aus dem aktiven Militärdienst verabschiedet. Dabei erhielt er die gesetzliche Pension unter Überführung zu den Offizieren der Landwehr-Infanterie mit gleichzeitiger Verleihung der Aussicht auf Übernahme in den Gendarmeriedienst oder in ein ziviles Beschäftigungsverhältnis. Er wurde Oberleutnant der Landwehr (Patent vom 23. Oktober 1910) und absolvierte in der Zeit vom 15. April 1912 bis zum 30. April 1913 eine vorbereitende Beschäftigung beim Proviantamt München. Am 2. Mai 1913 kam er zur Probedienstleistung bei der niederbayerischen Gendarmerie-Abteilung in Landshut, wo er im Oktober 1913 zum Oberleutnant im Gendarmeriekorps ernannt wurde.
1915 wurde er Adjutant der mobilen Bahnhofskommandantur im I. Bayerischen Armee-Korps. Als Rittmeister der Feldgendarmerie war er in der Zeit vom 19. Juni 1915 bis zum 11. April 1918 Kommandeur des Feldgendarmerietrupps Deutschen Alpenkorps und anschließend bis zum 30. November 1918 Ordonnanzoffizier des Kommandeurs des Alpenkorps. Zugleich war er Kommandant des Korps-Stabsquartiers. Am 2. August 1919 wurde Rauner aus dem Gendarmerie-Korps verabschiedet, mit der Erlaubnis zum Tragen der bisherigen Uniform.
Die bayerische Gendarmerie wurde per Dekret vom 11. Oktober 1812 gegründet und vom nachfolgenden Jahr an dezentral, als Teil des Gendarmeriekorps militärisch organisiert, aufgestellt. 1919 wurden alle Polizeien (Schutzpolizei, Landespolizei und Gendarmerie) nach Auflösung der bayerischen Armee dem Staatsministerium des Innern unterstellt.
Mit Wirkung vom 1. November 1919 wurde Rauner zum Gendarmeriehauptmann ernannt und gleichzeitig als Gendarmerieoffizier bei der Regierung von Niederbayern eingesetzt, jedoch mit sofortiger Wirkung zur Landesgendarmeriedirektion München abgeordnet. In dieser Zeit wurden die Polizeieinheiten aus dem Gendarmeriekorps ausgegliedert und im Jahre 1928 mit einer Gesetzesreform zu einer organisatorischen Einheit zusammengeführt. Dabei firmierten Schutzpolizei, Landespolizei und Gendarmerie unter der Bezeichnung Uniformierte Staatspolizei.
In den Jahren von 1922 bis 1926 studierte Rauner nebenberuflich neun Semester Rechtswissenschaft an der Ludwig-Maximilians-Universität München und schloss dort am 13. Februar 1926 mit der Ersten juristischen Staatsprüfung (Erste Prüfung für den höheren Justiz- und Verwaltungsdienst) ab.
In der Zeit vom 18. Januar 1930 bis zum 1. Juni 1933 und ab dem 1. Juli 1933 war er ordentliches Mitglied des Disziplinarhofes für nicht-richterliche Beamte.
Vom 1. Juni 1933 bis zum 31. März 1937 war er Landeskommandeur der bayerischen Gendarmerie im Staatsministerium des Innern. Vom Jahresbeginn 1937 bis zum 15. August 1937 war er zugleich Inspekteur der Ordnungspolizei Bayern-Nord, Auf eigenen Wunsch ließ er sich an diesem Tag bis zum Zeitpunkt seiner Pensionierung beurlauben. Zum 1. November 1937 wurde er wegen Erreichens der Altersgrenze in den Ruhestand versetzt und ihm der Charakter als Generalmajor der Ordnungspolizei (außer Dienst) zuerkannt.
Mit Kriegsbeginn 1939 fand Rauner als Leiter des Sachgebietes 25 (Gendarmerie) der Polizeiabteilung und „Sachbearbeiter für die Gendarmerie in Bayern“ im bayerischen Staatsministerium des Innern Wiederverwendung und wurde vom Reichsinnenminister Wilhelm Frick als Generalmajor der Ordnungspolizei auf Widerruf eingestellt.
Im Monat Februar 1941 war er Urlaubsvertreter des Höheren SS- und Polizeiführers Süd.
Am 19. Juli 1945 wurde Rauner unter Aufhebung seiner Wiederverwendung im Bayerischen Staatsministerium des Innern mit Wirkung vom 20. Juli 1945 in den Ruhestand zurückversetzt.
Zum 1. Mai 1937 war er der NSDAP beigetreten (Mitgliedsnummer 4.823.507).